# 舒特河 (多瑙河支流)
48°45′25.5″N 11°25′27.3″E / 48.757083°N 11.424250°E

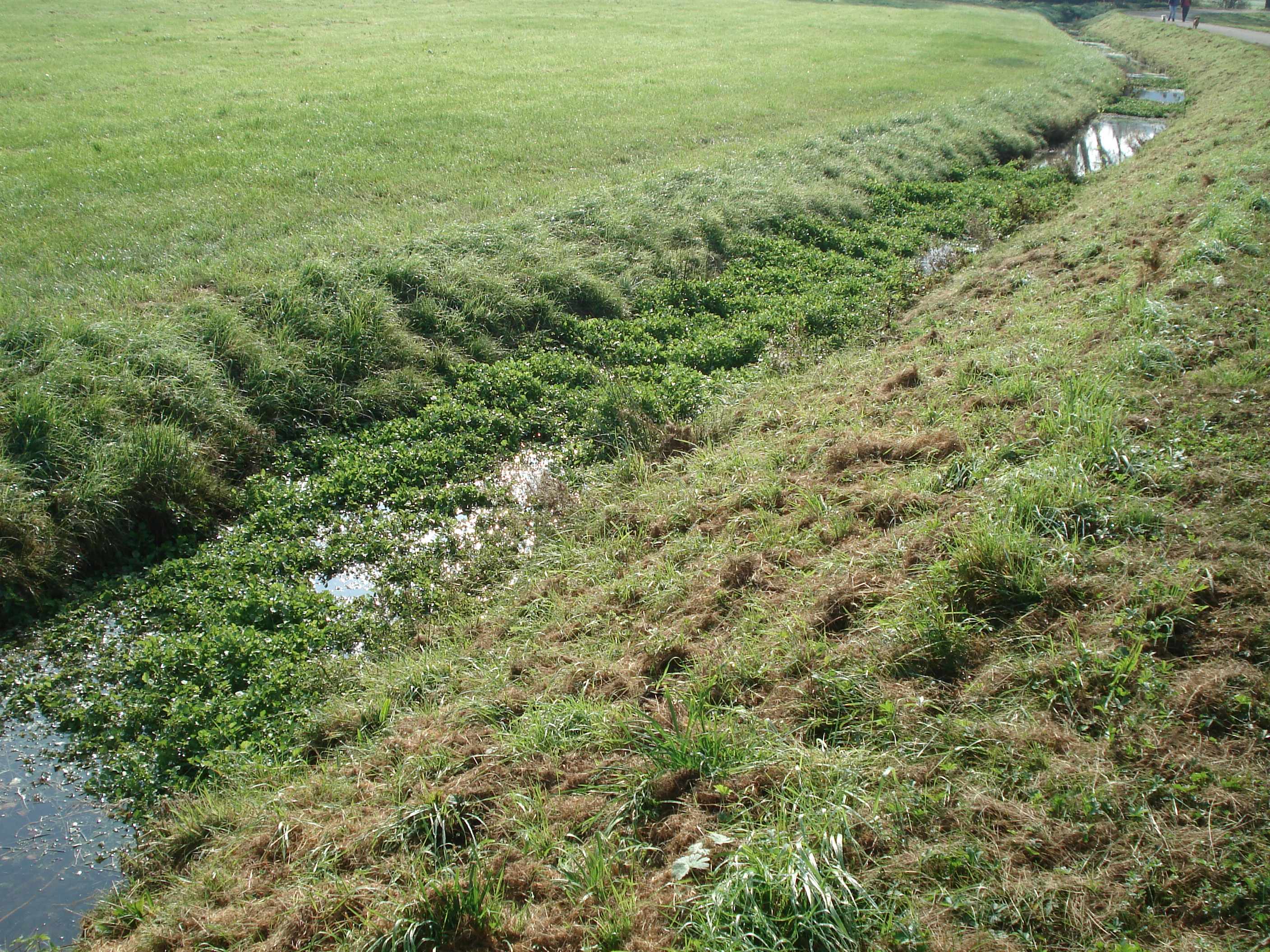

舒特河是德國的河流，位於該國東南部，由巴伐利亞負責管轄，屬於多瑙河的左支流，河道全長35.3公里，流域面積116.5平方公里，發源自韋爾海姆以北，河口處在英戈爾施塔特。